# Segnaletica stradale in Colombia
La segnaletica stradale in Colombia è regolata dal Manual de Señalización Vial de Colombia.
I segnali utilizzati sono fortemente influenzati dalle convenzioni in vigore tra le nazioni sudamericane e dalle segnaletica stradale negli Stati Uniti d'America; si noti inoltre che la Colombia non prende parte alla convenzione di Vienna sulla segnaletica stradale.

## Segnaletica di prescrizione
I segnali di prescrizione hanno il compito di informare gli utenti della strada delle precedenze, dei divieti, delle restrizioni, degli obblighi, e delle autorizzazioni in vigore. Quasi tutti i segnali appartenenti a questa tipologia sono di forma circolare e sono installati poco prima del punto in cui è in vigore la prescrizione indicata dal segnale. I segnali di prescrizione si suddividono in segnali di precedenza, divieto, obbligo, restrizione e autorizzazione più altri segnali che vengono utilizzati solamente in contesti specifici (segnali per cantieri, motociclette e ciclisti)

### Segnali di precedenza
I segnali di precedenza sono utilizzati per stabilire i diritti di precedenza tra le varie strade. 
| Segnale colombiano | Significato     | Spiegazione |
|                    | Stop            | Prescrive l'obbligo di arrestarsi in ogni caso in corrispondenza della striscia trasversale di arresto ad un incrocio e di dare la precedenza. |
|                    | Dare precedenza | Prescrive di dare la precedenza all'incrocio.                                                                                                  |

### Segnali di divieto
| Segnale colombiano | Significato                                                   | Spiegazione |
|                    | Divieto d'accesso                                             | Vieta ai veicoli di entrare in una strada accessibile invece in un altro senso. |
|                    | Divieto di svolta a sinistra                                  | Vieta di svoltare a destra al prossimo incrocio. |
|                    | Divieto di svolta a destra                                    | Vieta di svoltare a sinistra al prossimo incrocio. |
|                    | Divieto di inversione a U                                     | Vieta di effettuare un'inversione di marcia a U. |
|                    | Divieto di sorpasso                                           | Vieta ai conducenti di veicoli di compiere qualsiasi manovra di sorpasso. |
|                    | Divieto di svolta a destra con semaforo rosso                 | Vieta ai conducenti di veicoli di compiere una svolta a destra con semaforo rosso in corrispondenza del semaforo dove tale segnale è installato.                                                                                 |
|                    | Divieto di cambiare corsia di marcia da sinistra verso destra | Vieta ai veicoli di spostarsi dalla corsia che stanno percorrendo alla corsia di marcia ad essa parallela e situata a destra. |
|                    | Divieto di cambiare corsia di marcia da destra verso sinistra | Vieta ai veicoli di spostarsi dalla corsia che stanno percorrendo alla corsia di marcia ad essa parallela e situata a sinistra.                                                                                                  |
|                    | Divieto di transito ai veicoli a motore                       | Vieta il transito di tutti i veicoli a motore nel tratto di strada successivo al segnale. |
|                    | Divieto di transito agli autocarri                            | Vieta il transito degli autocarri nel tratto di strada successivo al segnale. |
|                    | Divieto di transito ai cavallerizzi                           | Vieta il transito ai cavallerizzi nel tratto di strada successivo al segnale. |
|                    | Divieto di transito alle biciclette e ai ciclomotori          | Vieta il transito alle biciclette e ai ciclomotori nel tratto di strada successivo al segnale. |
|                    | Divieto di transito alle motociclette                         | Vieta il transito alle motociclette nel tratto di strada successivo al segnale. |
|                    | Divieto di transito alle macchine agricole                    | Vieta il transito ai trattori nel tratto di strada successivo al segnale. |
|                    | Divieto di transito ai veicoli a trazione animale             | Vieta il transito ai veicoli a trazione animale nel tratto di strada successivo al segnale. |
|                    | Divieto di transito ai carri a mano                           | Vieta il transito dei carri a mano nel tratto di strada successivo al segnale. |
|                    | Divieto di transito agli autobus                              | Vieta il transito degli autobus nel tratto di strada successivo al segnale. |
|                    | Divieto di transito ai motocarri                              | Vieta il transito dei motocarri nel tratto di strada successivo al segnale. |
|                    | Divieto di transito ai quad                                   | Vieta il transito dei quad nel tratto di strada successivo al segnale. |
|                    | Divieto di transito ai pedoni                                 | Vieta il transito ai pedoni nel tratto di strada successivo al segnale. |
|                    | Divieto di parcheggio                                         | Vieta il parcheggio sul lato della strada in cui è posto il segnale; senza ulteriori precisazioni il divieto di parcheggio si applica nel tratto di strada successivo al segnale fino alla successiva intersezione.              |
|                    | Divieto di parcheggio e fermata                               | Vieta il parcheggio e la fermata sul lato della strada in cui è posto il segnale; senza ulteriori precisazioni il divieto di parcheggio si applica nel tratto di strada successivo al segnale fino alla successiva intersezione. |
|                    | Divieto di segnalazione acustiche                             | Vieta di effettuare segnalazioni acustiche e di produrre rumori molesti nel tratto di strada successivo al segnale. |
|                    | Divieto di fermarsi per far salire o scendere dei passeggeri  | Vieta lo stazionamento dei veicoli per le operazioni di discesa o salita dei passeggeri nella zona indicata dal segnale. |
|                    | Divieto di carico e scarico merci                             | Vieta lo stazionamento dei veicoli per le operazioni di carico e scarico merci nella zona indicata dal segnale. |
|                    | Non bloccare la griglia                                       | Vieta ai veicoli di incolonnarsi, per qualsiasi ragione, nella zona dell'incrocio in cui è dipinta una griglia (box junction).                                                                                                   |

### Segnale di restrizione
I segnali di restrizione vengono utilizzati per imporre delle limitazioni al transito dovuta a caratteristiche particolari della strada. I segnali di restrizione (con l'eccezione del segnale "Fine del divieto di sorpasso") hanno la forma di un cerchio avente bordo rosso e sfondo bianco.
| Segnale colombiano | Significato                       | Spiegazione |
|                    | Doppio senso di circolazione      | Indica che una strada a senso unico diventa a doppio senso di circolazione.                                                                    |
|                    | Tre corsie (una in senso inverso) | Indica che una strada e composta da tre corsie, di cui una è utilizzata dai veicoli che procedono in senso inverso.                            |
|                    | Tre corsie (due in senso inverso) | Indica che una strada e composta da tre corsie, di cui due sono utilizzate dai veicoli che procedono in senso inverso.                         |
|                    | Velocità massima                  | Vieta di marciare ad una velocità in chilometri orari superiore a quella indicata nel tratto di strada successivo al segnale.                  |
|                    | Velocità minima                   | Vieta di marciare ad una velocità in chilometri orari inferiore a quella indicata nel tratto di strada successivo al segnale.                  |
|                    | Velocità massima in uscita        | Vieta di marciare ad una velocità in chilometri orari superiore a quella indicata lungo le rampe di uscita da una strada a scorrimento veloce. |
|                    | Peso massimo                      | Vieta il transito di veicoli aventi massa complessiva superiore a quella indicata nel tratto di strada successivo al segnale.                  |
|                    | Altezza massima                   | Vieta il transito di veicoli aventi altezza superiore a quella indicata nel tratto di strada successivo al segnale.                            |
|                    | Larghezza massima                 | Vieta il transito di veicoli aventi larghezza superiore a quella indicata nel tratto di strada successivo al segnale.                          |
|                    | Fine del divieto di sorpasso      | Indica la fine di un divieto di sorpasso. |

### Segnali di obbligo
| Segnale colombiano | Significato                               | Spiegazione |
|                    | Direzione obbligatoria dritto             | Obbliga a procedere dritto. |
|                    | Direzione obbligatoria a sinistra         | Obbliga a svoltare a sinistra. |
|                    | Direzione obbligatoria a destra           | Obbliga a svoltare a destra. |
|                    | Obbligo di inversione a U                 | Obbliga a invertire il senso di marcia tramite un'inversione a U. |
|                    | I veicoli pesanti si tengano sulla destra | Indica ai conducenti di veicoli pesanti (autocarri e autobus) che devono circolare solo sulla corsia di destra. |
|                    | Pedoni a sinistra                         | Indica che i pedoni devono circolare sul lato sinistro della strada, avendo di fronte il traffico veicolare. |
|                    | Circolazione con anabbaglianti            | Indica che è obbligatorio circolare con le soli luci anabbaglianti accese: generalmente tale segnale è utilizzato prima dalle gallerie e nelle zone dove l'utilizzo di luci abbaglianti potrebbe accecare i conducenti in senso contrario. |
|                    | Fermarsi                                  | Segnala la presenza di un posto di controllo dove è obbligatorio fermarsi. |
|                    | Senso unico                               | Indica che una strada è a senso unico di circolazione nella direzione della freccia. Questo segnale è utilizzato in abbinamento ai segnali di "Nome e numerazione della strada".                                                           |
|                    | Doppio senso di circolazione              | Indica che una strada è a doppio senso di circolazione. Questo segnale è utilizzato in abbinamento ai segnali di "Nome e numerazione della strada".                                                                                        |
|                    | Rispettare la distanza di sicurezza       | Indica ai conducenti che devono rispettare la distanza di sicurezza indicata dalla frecce disegnate sul manto stradale. |
|                    | Passaggio obbligatorio a sinistra         | Prescrive di superare un ostacolo sul lato sinistro. |
|                    | Passaggio obbligatorio a destra           | Prescrive di superare un ostacolo sul lato destro. |
|                    | Precedenza al traffico in senso contrario | Obbliga a dare la precedenza ai veicoli che provengono in direzione contraria in una strettoia. |

### Segnali di autorizzazione
| Segnale colombiano | Significato                                              | Spiegazione                                                                               |
|                    | Zona di stazionamento taxi                               | Indica una zona riservata allo stazionamento dei taxi.                                    |
|                    | Zona riservata per la salita e la discesa dei passeggeri | Indica una zona riservata alle operazioni di salita e discesa dei passeggeri dai veicoli. |
|                    | Zona riservata per il carico e lo scarico delle merci    | Indica una zona riservata allo scarico e allo scarico delle merci.                        |

### Segnali per cantiere
| Segnale colombiano | Significato        | Spiegazione |
|                    | Strada chiusa      | Indica che una strada è chiusa alla circolazione a causa dei lavori in corso. |
|                    | Uno alla volta     | Indica che in un punto stretto di una strada a doppio senso di circolazione i veicoli provenienti da parti opposte devono passare uno alla volta alternativamente.                           |
|                    | Paletta ALT/AVANTI | Si tratta di una paletta tramite la quale i movieri fermano o fanno procedere il traffico a seconda della faccia mostrata ("PARE" significa "fermarsi" mentre "SIGA" vuol dire "procedere"). |

### Segnali per ciclisti
| Segnale colombiano | Significato                                    | Spiegazione |
|                    | Stare a destra                                 | Obbliga i ciclisti a stare sul lato destro della strada. |
|                    | Obbliga a scendere dalla bicicletta            | Obbliga a scendere dalla bicicletta e a spingerla a mano. |
|                    | Circolazione separata di pedoni e ciclisti     | Indica un percorso pedonale affiancato ad una pista ciclabile |
|                    | Divieto di circolazione agli animali domestici | Vieta di circolare con un animale domestico. |
|                    | Circolazione promiscua di pedoni e ciclisti    | Indica un percorso riservato alla circolazione promiscua di pedoni e ciclisti. Generalmente il segnale è completato da un pannello con la scritta “PRIORIDAD PEATÓN” (precedenza ai pedoni). |

### Segnali per motociclette
| Segnale colombiano | Significato       | Spiegazione                                                  |
|                    | Solo motociclette | Indica una corsia riservata ai veicoli a motore a due ruote. |

## Segnaletica di pericolo
La segnaletica di pericolo ha il compito di informare gli utenti della strada a riguardo di situazioni di pericolo che non sarebbero altrimenti percepibili con facilità. Salvo alcune eccezioni i segnali di pericolo utilizzati in Colombia hanno la forma di un quadrato con una diagonale verticale; il quadrato è dotato di un sottile bordo nero mentre lo sfondo è di colore giallo (arancione nel caso di segnali utilizzati in corrispondenza di cantieri o viola nel caso di segnali per la gestione delle situazioni di emergenza).

### Segnali di pericolo riguardanti caratteristiche geometriche della strada
| Segnale colombiano | Significato                            | Spiegazione |
|                    | Curva stretta a sinistra               | Presegnala una curva stretta a sinistra. |
|                    | Curva stretta a destra                 | Presegnala una curva stretta a destra. |
|                    | Curva a sinistra                       | Presegnala una curva a sinistra. |
|                    | Curva a destra                         | Presegnala una curva a destra. |
|                    | Curva e controcurva strette a sinistra | Presegnala una curva stretta a sinistra seguita, a distanza ravvicinata, da una controcurva.                                                  |
|                    | Curva e controcurva a destra           | Presegnala una curva a destre seguita, a distanza ravvicinata, da una controcurva.                                                            |
|                    | Serie di curve, la prima a sinistra    | Presegnala una serie di tre o più curve a distanza ravvicinata; la prima curva è a sinistra.                                                  |
|                    | Serie di curve, la prima a destra      | Presegnala una serie di tre o più curve a distanza ravvicinata; la prima curva è a destra.                                                    |
|                    | Curva a controcurva a sinistra         | Presegnala una curva a sinistra seguita, a distanza ravvicinata, da una controcurva.                                                          |
|                    | Curva e controcurva strette a destra   | Presegnala una curva stretta a destra seguita, a distanza ravvicinata, da una controcurva.                                                    |
|                    | Tornante a sinistra                    | Presegnala un tornante a sinistra. |
|                    | Tornante a destra                      | Presegnala un tornante a destra. |
|                    | Pendenza forte in discesa              | Presegnala un tratto di strada in discesa secondo il senso di marcia; un pannello complementare può indicare la pendenza in percentuale.      |
|                    | Pedenza forte in salita                | Presegnala un tratto di strada in forte salita secondo il senso di marcia; un pannello complementare può indicare la pendenza in percentuale. |

### Segnali di pericolo riguardanti la superficie stradale
| Segnale colombiano | Significato                 | Spiegazione                                                                            |
|                    | Strada dissestata           | Presegnala un tratto di strada in cattivo stato di manutenzione.                       |
|                    | Dosso                       | Presegnala un dosso rallentatore di velocità.                                          |
|                    | Ubicazione di dosso         | Indica l'ubicazione di un dosso rallentatore di velocità.                              |
|                    | Depressione                 | Presegnala una depressione sulla strada.                                               |
|                    | Fine della strada asfaltata | Presegnala la fine del tratto di strada asfaltata e l'inizio di un tratto di sterrato. |

### Segnali di pericolo riguardanti restrizioni di natura strutturale delle strada
| Segnale colombiano | Significato                                  | Spiegazione |
|                    | Strettoia su entrambi i lati                 | Presegnala un restringimento della strada su entrambi i lati.                                                        |
|                    | Strettoia a destra                           | Presegnala un restringimento della strada sul lato destro.                                                           |
|                    | Strettoia a sinistra                         | Presegnala un restringimento della strada sul lato sinistro.                                                         |
|                    | Allargamento della strada su entrambi i lati | Presegnala un allargamento della strada su entrambi i lati.                                                          |
|                    | Allargamento della strada a sinistra         | Presegnala un allargamento della strada sul lato sinistro.                                                           |
|                    | Allargamento della strada a destra           | Presegnala un allargamento della strada sul lato destro.                                                             |
|                    | Ponte stretto                                | Presegnala una strettoia situata in corrispondenza di un ponte.                                                      |
|                    | Peso massimo                                 | Presegnala una restrizione al transito per i veicoli aventi massa effettiva superiore a quella indicata nel segnale. |
|                    | Altezza massima                              | Presegnala una restrizione al transito per i veicoli aventi altezza superiore a quella indicata nel segnale.         |
|                    | Larghezza massima                            | Presegnala una restrizione al transito per i veicoli aventi larghezza superiore a quella indicata nel segnale.       |

### Segnali di pericolo riguardanti intersezioni con altre strade
| Segnale colombiano | Significato                                   | Spiegazione |
|                    | Incrocio di due strade                        | Presegnala un incrocio tra due strade tra di loro perpendicolari. Nei simboli utilizzati nel segnale, le eventuali strade di minore importanza sono caratterizzate da uno spessore minore rispetto alle strade di maggiore importanza.                                      |
|                    | Intersezione a sinistra                       | Presegnala un'intersezione con un'altra strada a sinistra. Nei simboli utilizzati nel segnale, le strade di minore importanza sono caratterizzate da uno spessore minore rispetto alle strade di maggiore importanza.                                                       |
|                    | Intersezione a destra                         | Presegnala un'intersezione con un'altra strada a destra. Nei simboli utilizzati nel segnale, le strade di minore importanza sono caratterizzate da uno spessore minore rispetto alle strade di maggiore importanza.                                                         |
|                    | Intersezione a T                              | Presegnala un'intersezione a T con un'altra strada. Nei simboli utilizzati nel segnale, le strade di minore importanza sono caratterizzate da uno spessore minore rispetto alle strade di maggiore importanza.                                                              |
|                    | Biforcazione a Y                              | Presegnala una biforcazione a Y di una strada. Nei simboli utilizzati nel segnale, le strade di minore importanza sono caratterizzate da uno spessore minore rispetto alle strade di maggiore importanza.                                                                   |
|                    | Biforcazione a sinistra                       | Presegnala una biforcazione di una strada verso sinistra. Nei simboli utilizzati nel segnale, le strade di minore importanza sono caratterizzate da uno spessore minore rispetto alle strade di maggiore importanza.                                                        |
|                    | Biforcazione a destra                         | Presegnala una biforcazione di una strada verso destra. Nei simboli utilizzati nel segnale, le strade di minore importanza sono caratterizzate da uno spessore minore rispetto alle strade di maggiore importanza.                                                          |
|                    | Intersezioni ravvicinate, la prima a destra   | Presegnala un'intersezione con una strada a destra seguita a breve distanza da un'altra intersezione a sinistra. Nei simboli utilizzati nel segnale, le strade di minore importanza sono caratterizzate da uno spessore minore rispetto alle strade di maggiore importanza. |
|                    | Intersezioni ravvicinate, la prima a sinistra | Presegnala un'intersezione con una strada a sinistra seguita a breve distanza da un'altra intersezione a destra. Nei simboli utilizzati nel segnale, le strade di minore importanza sono caratterizzate da uno spessore minore rispetto alle strade di maggiore importanza. |
|                    | Rotatoria                                     | Presegnala un incrocio in cui vige la circolazione rotatoria. |
|                    | Confluenza a sinistra                         | Presegnala una confluenza di un'altra strada sulla sinistra. Nei simboli utilizzati nel segnale, le strade di minore importanza sono caratterizzate da uno spessore minore rispetto alle strade di maggiore importanza.                                                     |
|                    | Confluenza a destra                           | Presegnala una confluenza di un'altra strada sulla destra. Nei simboli utilizzati nel segnale, le strade di minore importanza sono caratterizzate da uno spessore minore rispetto alle strade di maggiore importanza.                                                       |
|                    | Passaggio a livello senza barriere            | Presegnala un passaggio a livello senza barriere. |
|                    | Passaggio a livello con barriere              | Presegnala un passaggio a livello con barriere. |
|                    | Barriera                                      | Presegnala la presenza di una barriera per fermare il transito dei veicoli in corrispondenza di un controllo di polizia o di una stazione di pagamento pedaggio. |
|                    | Croce di sant'Andrea                          | Identifica l'ubicazione di un passaggio a livello. Il numero di binari della ferrovia, se maggiore di uno, è indicato nel pannello complementare presente al di sotto della croce di sant'Andrea.                                                                           |

### Segnali di pericolo riguardanti le caratteristiche operative della strada
| Segnale colombiano | Significato                                          | Spiegazione |
|                    | Preavviso di semaforo                                | Presegnala un impianto semaforico. |
|                    | Preavviso di un segnale di "Stop"                    | Presegnala un segnale di "Stop". |
|                    | Preavviso di un segnale di "Dare precedenza"         | Presegnala un segnale di "Dare precedenza". |
|                    | Doppio senso di circolazione                         | Presegnala che una strada a senso unico diventa a doppio senso di circolazione. |
|                    | Tre corsie (una in senso inverso)                    | Presegnala un tratto di strada composto da tre corsie, di cui una è utilizzata dai veicoli che procedono in senso inverso. |
|                    | Tre corsie (due in senso inverso)                    | Presegnala un tratto di strada composto da tre corsie, di cui due sono utilizzate dai veicoli che procedono in senso inverso. |
|                    | Macchine agricole in strada                          | Presegnala la possibilità di trovare macchine agricole in transito sulla strada. |
|                    | Zona con presenza di pedoni                          | Presegnala la possibilità di trovare pedoni in transito sulla strada. |
|                    | Attraversamento pedonale                             | Presegnala un attraversamento pedonale non semaforizzato e contraddistinto da appositi segni sulla carreggiata. |
|                    | Ubicazione di attraversamento pedonale               | Indica l'ubicazione attraversamento pedonale non semaforizzato e contraddistinto da appositi segni sulla carreggiata. Si noti che l'ubicazione di un passaggio pedonale può essere fatta anche tramite dei belisha beacon.                                                                   |
|                    | Zona scolastica                                      | Presegnala un tratto di strada dove vi è la possibilità di incontrare degli scolari. Il segnale è installato in prossimità delle scuole e la velocità della strada su cui è posto non può essere maggiore di 50 chilometri orari.                                                            |
|                    | Attraversamento pedonale per scolari                 | Presegnala un attraversamento pedonale situato in corrispondenza di una scuola in cui gli scolari in attraversamento hanno la precedenza. Generalmente il segnale è integrato da luci o pannelli integrativi che indicano gli orari in cui l'attraversamento è in funzione come ad esempio o |
|                    | Ubicazione di attraversamento pedonale per scolari   | Indica l'esatta ubicazione di un attraversamento pedonale situato in corrispondenza di una scuola in cui gli scolari in attraversamento hanno la precedenza. |
|                    | Bambini che giocano                                  | Segnala un tratto di strada dove è possibile trovare bambini che giocano in strada o nelle sue immediate vicinanze; se i bambini posso giocare direttamente in strada la velocità sul tratto di strada in questione non può essere maggiore di 20 chilometri orari.                          |
|                    | Animali in strada                                    | Segnala la possibilità di trovare animali sulla strada; il simbolo utilizzato varia a seconda dell'animale in questione (bestiame, cervi, capibara, iguane, serpenti, ...). |
|                    | Inizio di uno spartitraffico (strada a doppio senso) | Presegnala la presenza di uno spartitraffico che separa i due sensi di marcia di una strada a doppio senso di circolazione. |
|                    | Inizio di uno spartitraffico (strada a senso unico)  | Presegnala la presenza di uno spartitraffico in una strada a senso unico di circolazione. |
|                    | Fine di uno spartitraffico (strada a doppio senso)   | Presegnala la fine di uno spartitraffico che separa i due sensi di marcia di una strada a doppio senso di circolazione. |
|                    | Fine di uno spartitraffico (strada a senso unico)    | Presegnala la fine di uno spartitraffico in una strada a senso unico di circolazione. |
|                    | Ciclisti in strada                                   | Presegnala la possibilità di trovare dei ciclisti in transito sulla strada. |
|                    | Attraversamento ciclabile                            | Presegnala un attraversamento ciclabile non semaforizzato e contraddistinto da appositi segni sulla carreggiata. |
|                    | Ubicazione di attraversamento ciclabile              | Indica l'esatta ubicazione di un attraversamento ciclabile non semaforizzato e contraddistinto da appositi segni sulla carreggiata. |
|                    | Mantenere la distanza di sicurezza                   | Presegnala un tratto di strada in cui i veicoli devono mantenere la distanza di sicurezza indicata dalle frecce disegnate sul manto stradale. |

### Segnali di pericolo riguardanti situazioni particolari
| Segnale colombiano | Significato                       | Spiegazione |
|                    | Galleria                          | Presegnala una galleria. |
|                    | Frane                             | Presegnala il pericolo di caduta massi dalla parete rocciosa soprastante con possibile presenza di pietre sulla carreggiata. |
|                    | Strada sdrucciolevole             | Presegnala un tratto di strada che in presenza di acqua sul manto stradale può diventare particolarmente sdrucciolevole. |
|                    | Rischio di incidenti              | presegnala un tratto di strada in cui si è registrata una frequenza particolarmente alta di incidenti; si tratta comunque di un segnale provvisorio che può essere installato per al massimo dodici mesi in attesa di rimuovere in maniera permanente la causa degli incidenti. |
|                    | Proiezione di ghiaia              | Presegnala la presenza di pietrisco, di materiale minuto o granaglia che può essere proiettato a distanza o scagliato in aria dai veicoli in transito. |
|                    | Uscita automezzi vigili del fuoco | Presegnala la possibilità di trovare automezzi dei vigili del fuoco in uscita da una caserma. |
|                    | Vento laterale                    | Presegnala la possibilità di forti raffiche di vento che possono compromettere la stabilità dei veicoli. Si noti che il simbolo utilizzato nel segnale rappresenta una palma che viene scossa dal vento.                                                                        |
|                    | Alto scalino laterale             | Segnala un alto dislivello tra la carreggiata e la banchina oppure tra diverse corsie della strada. |

### Segnali di pericolo per cantieri
I segnali di pericolo temporanei vengono utilizzati in corrispondenza di cantieri stradali e, come tutta la segnaletica di cantiere, sono caratterizzati dall'uso del colore arancione.
| Segnale colombiano | Significato                     | Spiegazione |
|                    | Lavori in corso                 | Presegnala la presenza di lavori in corso sulla strada. |
|                    | Transito di macchine operatrici | Segnala la possibilità di presenza di macchine operatrici che attraversano o si muovono a bassa velocità lungo la strada.                                                                   |
|                    | Moviere                         | Segnala la presenza di un moviere che gestisce il traffico usando una bandiera o una paletta con le scritte PARE e SIGA (fermarsi e andare avanti) rispettivamente su sfondo rosso e verde. |

### Segnali di pericolo piste ciclabili
| Segnale colombiano | Significato                   | Spiegazione                                                                                                 |
|                    | Veicoli sulla pista ciclabile | Presegnala un punto dove i veicoli a motore possono attraversare la pista ciclabile che si sta percorrendo. |
|                    | Discesa ripida                | Presegnala una discesa ripida lungo una pista ciclabile.                                                    |
|                    | Salita ripida                 | Presegnala una salita ripida lungo una pista ciclabile.                                                     |

### Segnale di pericolo per strade coinvolte da eventi speciali
I segnali di pericolo per strade coinvolte da eventi speciali servono ad avvertire i conducenti di situazioni di pericolo particolari e a gestire il traffico nelle situazioni di emergenza. Tali segnali si caratterizzano per il fatto di avere uno sfondo viola.
| Segnale colombiano | Significato       | Spiegazione                                                                                                 |
|                    | Incidente         | Indica che lungo la strada che si sta percorrendo o nelle sue vicinanze è avvenuto un incidente.            |
|                    | Pompieri          | Indica la presenza di pompieri che stanno domando un incendio nelle vicinanze della strada.                 |
|                    | Calamità naturale | Indica che una calamità naturale ha colpito il tratto di strada che si sta percorrendo.                     |
|                    | Controllo         | Indica che lungo la strada è stato istituito un poto di blocco e vi sono dei controlli di polizia in corso. |

## Segnali di informazione

### Segnali di identificazione della strada
| Segnale colombiano | Significato                                                | Spiegazione                                                                            |
|                    | Tavoletta numerata identificativa di strada nazionale      | Indica il numero della strada nazionale che si sta percorrendo.                        |
|                    | Tavoletta numerata identificativa di strada dipartimentale | Indica il numero della strada dipartimentale che si sta percorrendo.                   |
|                    | Tavoletta identificativa di strada Panamericana            | Indica che la strada che si sta percorrendo fa parte della Panamericana.               |
|                    | Tavoletta numerata per Ruta Marginal de la Selva           | Indica che la strada che si sta percorrendo fa parte della Ruta Marginal del la Selva. |

### Segnali di localizzazione
| Segnale colombiano | Significato               | Spiegazione |
|                    | Segnale di localizzazione | Identifica, a seconda del contesto, l'inizio di un comune, di una zona urbana oppure il nome di un fiume, lago, parco, luoghi storici o altri punti di interesse; nel caso di località turistiche lo sfondo del segnale è marrone mentre negli altri casi è verde. |

### Segnali di nome via
| Segnale colombiano | Significato         | Spiegazione                                                                 |
|                    | Segnale di nome via | Identifica il nome, ed eventualmente i numeri civici, di una strada urbana. |

### Segnali di servizi generici
| Segnale colombiano | Significato                                       | Spiegazione |
|                    | Parcheggio                                        | Indica un luogo in cui è autorizzata la sosta dei veicoli. |
|                    | Zona speciale di parcheggio                       | Indica un luogo in cui la sosta dei veicoli è stata regolamentata tramite l'introduzione di permessi di parcheggio per zone.                                                                            |
|                    | Fermata autobus                                   | Indica la presenza di una fermata di autobus. |
|                    | Fermata per taxi                                  | Indica la presenza di una fermata per taxi. |
|                    | Traghetto                                         | Indica la presenza di un traghetto. |
|                    | Ciclopista                                        | Indica la presenza di una pista ciclabile situata in corrispondenza del segnale o nelle sue vicinanze.                                                                                                  |
|                    | Zona militare                                     | Indica la presenza di una zona militare in cui potrebbero essere in vigore delle particolari restrizioni al transito dei veicoli.                                                                       |
|                    | Aeroporto                                         | Indica la presenza di un centro commerciale. |
|                    | Albergo                                           | Indica la presenza di una struttura per il pernottamento. |
|                    | Pronto soccorso                                   | Indica la presenza di un ospedale dotato di pronto soccorso. |
|                    | Servizi sanitari                                  | Indica la presenza di un sito dove si presta assistenza sanitaria al pubblico. |
|                    | Ristorante                                        | Indica la presenza di un ristorante. |
|                    | Telefono                                          | Indica la presenza di un telefono pubblico |
|                    | Chiesa                                            | Indica la presenza di una chiesa; gli orari delle funzioni religiose possono essere indicati nella parte inferiore del segnale.                                                                         |
|                    | Meccanico                                         | Indica la presenza di un meccanico. |
|                    | Stazione di servizio                              | Indica la presenza di una stazione di servizio dove è possibile effettuare rifornimento di carburante.                                                                                                  |
|                    | Gommista                                          | Indica la presenza di un gommista. |
|                    | Disabili                                          | Indica la presenza di un attraversamento pedonale progettato per le persone con disabilità; può anche indicare un parcheggio riservato alle persone con disabilità fisiche.                             |
|                    | Attraversamento per persone con disabilità visive | Indica la presenza di un attraversamento pedonale progettato per le persone con disabilità visive. |
|                    | Sicurezza stradale                                | Il segnale serve a ricordare le norme di sicurezza stradale o comunque particolari accorgimenti per i viaggi che non possono essere comunicati tramite l'utilizzo di simboli.                           |
|                    | Trasporto ferroviario                             | Indica la presenza di una stazione ferroviario o della metropolitana. |
|                    | Trasporto di massa                                | Indica la presenza di una stazione o una fermata di mezzi di trasporto di massa diversi dal treno e dalla metropolitana; la tipologia di trasporto può essere specificata in un pannello complementare. |
|                    | Zona ricreativa                                   | Indica la presenza di una zona ricreativa. |
| oppure             | Via di evacuazione per tsunami                    | Indica la una via di evacuazione per pedoni in caso di tsunami. |
| oppure             | Zona a rischio tsunami                            | Indica una zona che è stata classificata come particolarmente a rischio in caso di tsunami. |
| oppure             | Punto di raccolta per tsunami                     | Indica una zona ritenuta al riparo da inondazioni in cui le persone devono radunarsi in caso di tsunami.                                                                                                |

### Segnali per attrattive turistiche
| Segnale colombiano | Significato                                   | Spiegazione |
|                    | Segnale di direzione per attrative turistiche | Indica la distanza e la direzione da prendere per raggiungere l'attrattiva turistica indicata nel segnale.            |
|                    | Campeggio                                     | Indica la presenza di un campeggio.                                                                                   |
|                    | Spiaggia                                      | Indica la presenza di una spiaggia di sabbia aperta ai bagnati.                                                       |
|                    | Museo                                         | Indica la presenza di un museo.                                                                                       |
|                    | Molo d'imbarco                                | Indica la presenza di un molo per l'imbarco e lo sbarco di passeggeri, merci e bestiame.                              |
|                    | Zoo                                           | Indica la presenza di uno zoo                                                                                         |
|                    | Punto informazioni turistiche                 | Indica la presenza di un punto informazioni per turisti.                                                              |
|                    | Artigianato                                   | Indica la presenza di una mostra permanente o di un punto vendita di oggetti di artigianato locale.                   |
|                    | Sito archeologico                             | Indica la presenza di un sito archeologico.                                                                           |
|                    | Lago                                          | Indica la presenza di un lago naturale o artificiale.                                                                 |
|                    | Polisportiva                                  | Indica la presenza di un luogo dove è possibile praticare diverse attività sportive.                                  |
|                    | Punto panoramico                              | Indica la presenza di un punto panoramico attrezzato dove è possibile ammirare il paesaggio.                          |
|                    | Noleggio auto                                 | Indica una struttura dove si noleggiano veicoli.                                                                      |
|                    | Attrattiva naturale                           | Indica la presenza di luogo particolarmente attrattivo dal punto di vista naturalistico.                              |
|                    | Vulcano                                       | Indica la presenza di un vulcano.                                                                                     |
|                    | Nevaio                                        | Indica la presenza di un nevaio.                                                                                      |
|                    | Terme                                         | Indica la presenza di una stazione termale.                                                                           |
|                    | Cascata                                       | Indica la presenza di una cascata.                                                                                    |
|                    | Pesca                                         | Indica la presenza di un luogo dove è possibile pescare.                                                              |
|                    | Barriera corallina                            | Indica la presenza di una barriera corallina.                                                                         |
|                    | Grotta                                        | Indica la presenza di una grotta di particolare interesse turistico.                                                  |
|                    | Brughiera                                     | Indica la presenza di una brughiera                                                                                   |
|                    | Fiume                                         | Indica la presenza di un fiume.                                                                                       |
|                    | Parco Naturale Nazionale                      | Indica la presenza di un Parco Naturale Nazionale.                                                                    |
|                    | Osservatorio di flora e fauna                 | Indica la presenza di un santuario o un osservatorio per la flora e la fauna.                                         |
|                    | Sentiero per escursionisti                    | Indica la presenza di un sentiero per escursionisti.                                                                  |
|                    | Parapendio                                    | Indica la possibilità di praticare parapendio.                                                                        |
|                    | Scalata                                       | Indica la possibilità di praticare attività di scalata.                                                               |
|                    | Rafting                                       | Indica la possibilità di praticare rafting.                                                                           |
|                    | Comunità indigena                             | Indica la presenza di una comunità indigena.                                                                          |
|                    | Monumento nazionale                           | Indica la presenza di un monumento nazionale; il nome del monumento può essere indicato su un pannello complementare. |

### Segnali per gallerie
| Segnale colombiano | Significato                                       | Spiegazione |
|                    | Uscita di emergenza a sinistra                    | Indica un'uscita di emergenza che permetta di uscire da una galleria; tale uscita è situata a sinistra del segnale.                                |
|                    | Uscita di emergenza a destra                      | Indica un'uscita di emergenza che permetta di uscire da una galleria; tale uscita è situata a destra del segnale.                                  |
|                    | Via di fuga per un'uscita di emergenza a sinistra | Indica la strada da percorrere a la distanza a cui è situata un'uscita di emergenza da una galleria; tale uscita è situata a sinistra del segnale. |
|                    | Via di fuga per un'uscita di emergenza a destra   | Indica la strada da percorrere a la distanza a cui è situata un'uscita di emergenza da una galleria; tale uscita è situata a destra del segnale.   |
|                    | Telefono di emergenza                             | Indica la presenza di un telefono da cui chiamare i soccorsi in caso di emergenza.                                                                 |
|                    | Estintore                                         | Indica la presenza di un estintore. |
|                    | Idrante                                           | Indica la presenza di un idrante. |
|                    | Piazzola d'emergenza                              | Indica la presenza di una piazzola di sosta dove fermarsi in caso di emergenza.                                                                    |
|                    | Canale radio dedicato                             | Indica quale canale radio è dedicato a fornire informazioni stradali all'interno di una galleria.                                                  |

### Segnali per piste ciclabili
| Segnale colombiano | Significato                             | Spiegazione                                                                                           |
|                    | Tavoletta identificativa per ciclopista | Indica il nome o il numero della ciclopista che si sta percorrendo.                                   |
|                    | Direzione lungo pista ciclabile         | Indica la distanza e la direzione da prendere per raggiungere una località lungo una pista ciclabile. |
|                    | Parcheggio per biciclette               | Indica un luogo autorizzato per la sosta delle biciclette.                                            |
|                    | Inizio di ciclopista                    | Indica l'inizio di una ciclopista.                                                                    |
|                    | Fine di ciclopista                      | Indica la fine di una ciclopista.                                                                     |
|                    | Area condivisa pedoni-biciclette        | Indica un percorso destinato al transito promiscuo di pedoni e ciclisti.                              |
|                    | Inizio di corsia per biciclette         | Indica l'inizio di una corsia per biciclette affiancata alle corsie destinate al resto del traffico.  |
|                    | Fine di corsia per biciclette           | Indica la fine di una corsia per biciclette affiancata alle corsie destinate al resto del traffico.   |

### Segnali per corsie riservate alla motociclette
| Segnale colombiano | Significato                                  | Spiegazione                                                                   |
|                    | Inizio di corsia riservata alla motociclette | Indica l'inizio di una corsia riservata alla circolazione delle motociclette. |
|                    | Fine di corsia riservata alle motociclette   | Indica la fine di una corsia riservata alla circolazione delle motociclette.  |

### Segnali di informazione per lavori in corso
| Segnale colombiano | Significato                                                              | Spiegazione |
|                    | Fine dei lavori                                                          | Indica la fine del tratto di strada soggetto a lavori e ripristina.                                                         |
|                    | Deviazione a ... m                                                       | Presegnala una deviazione alla distanza indicata.                                                                           |
|                    | Deviazione                                                               | Indica la direzione da seguire per proseguire lungo una deviazione.                                                         |
|                    | Fine di una deviazione                                                   | Indica la fine di una deviazione.                                                                                           |
|                    | Fine di corsia sul lato destro                                           | Indica una riduzione del numero di corsie sul lato destro della strada.                                                     |
|                    | Fine di corsia sul lato sinistro                                         | Indica una riduzione del numero di corsie sul lato sinistro della strada.                                                   |
|                    | Aumento di corsie sul lato destro                                        | Indica un aumento del numero di corsie sul lato destro della strada.                                                        |
|                    | Aumento di corsie sul lato sinistro                                      | Indica un aumento del numero di corsie sul lato sinistro della strada.                                                      |
|                    | Cambio dell'allineamento delle corsie sul lato destro                    | Indica un cambio nell'allineamento delle corsie sulla strada che si concretizza su uno spostamento delle corsie a destra.   |
|                    | Cambio dell'allineamento delle corsie sul lato sinistro                  | Indica un cambio nell'allineamento delle corsie sulla strada che si concretizza su uno spostamento delle corsie a sinistra. |
|                    | Cambio dell'allineamento delle corsie su strada a doppio senso di marcia | Indica un cambio nell'allineamento delle corsie sulla strada a doppio senso di marcia.                                      |
|                    | Fermata di autobus                                                       | Indica una fermata provvisoria di autobus.                                                                                  |
|                    | Pedoni                                                                   | Indica ai pedoni che devono circolare nella direzione indicata dalla freccia.                                               |
|                    | Semaforo fuori servizio                                                  | Indica che un semaforo è fuori servizio.                                                                                    |
|                    | Passaggio pedonale fuori servizio                                        | Indica che un passaggio pedonale è fuori servizio.                                                                          |

## Segnaletica luminosa

### Semafori veicolari
In Colombia i semafori veicolari seguono per lo più lo schema di colori verde-giallo-rosso-verde anche se è possibile trovare semafori che seguano il ciclo verde-giallo-rosso-rosse e giallo contemporaneamente-verde. I significati dei vari colori, per lo più conformi alle convenzioni internazionali, sono descritti qui sotto:
- Luce verde : è possibile impegnare l'incrocio.
- Luce gialla : non è possibile impegnare l'incrocio a meno di essere talmente vicini ad esso da non potersi arrestare in sicurezza.
- Luce rossa : non è possibile impegnare l'incrocio.
- Luci rossa e gialla accese contemporaneamente : indica che a breva scattera la luce verde del semaforo; questa segnalazione è facoltativa.

Se i segnali luminosi hanno la forma di freccia l'indicazione fornita è valevole solamente nella direzione indicata; si noti che in presenza di una freccia verde, a differenza di quanto accade in altri paesi, i veicoli in svolta potrebbero dover dare la precedenza ai pedoni in attraversamento.

### Semafori per pedoni e ciclisti
I semafori utilizzati per regolare il traffico dei pedoni e delle biciclette hanno le luci a forma di un pedone e di una bicicletta rispettivamente (o di entrambi se il semaforo gestisce il traffico di entrambe le categorie). 
I semafori per pedoni e ciclisti seguono la successione dei colori verde-rosso-verde oppure verde-verde lampeggiante-rosso-verde, dove il verde lampeggiante ha significato analogo a quello della luce gialla dei semafori veicolari.

### Semafori per autobus
Per gestire il transito degli autobus vengono utilizzati dei semafori speciali. I simboli utilizzati sono i seguenti:
- Barra verticale verde: gli autobus possono procedere dritto.
- Barre diagonale verde, inclinata verso destra : gli autobus possono svoltare a destra.
- Barra diagonale verde, inclinata verso sinistra : gli autobus possono svoltare a sinistra.
- Triangolo giallo : gli autobus devono fermarsi se possibile; questa segnalazione è facoltativa.
- Barra orizzontale rossa : gli autobus devono fermarsi.

### Pannelli a messaggio variabile
Tra i segnali luminosi sono inclusi anche i pannelli a messaggio variabile: essi sono costituiti o da un testo luminoso di colore arancione o da un simbolo o da una combinazione di un testo e di un simbolo.
Una particolare categoria di segnali a messaggio variabile è costituita dai segnali di tipo croce/freccia che servono a regolare l'apertura delle corsie sopra alle quali sono collocati. I simboli utilizzati hanno il seguente significato:
- Croce rossa : indica che la corsia sopra la quale è posto tale segnale è chiusa al traffico. Generalmente la freccia rossa è lampeggiante.
- Freccia gialla diagonale: indica che è necessario sgomberare la corsia sopra alla quale è posto il segnale, spostandosi nella direzione indicata dalla freccia, perché a breve verrà chiusa al traffico. Generalmente la freccia gialla è lampeggiante.
- Freccia verde verso il basso: indica che la corsia sopra alla quale è posto il segnale è aperta al traffico.

## Demarcazioni
Le demarcazioni utilizzate in Colombia si dividono, in base alla loro forma in: demarcazioni longitudinali, demarcazioni trasversali, simboli e iscrizioni e demarcazioni altro tipo. Generalmente il loro colore è bianco anche se in alcuni casi è previsto l'utilizzo del giallo, del rosso e dell'azzurro.

### Demarcazioni longitudinali
- Linee di mezzeria centrale : si tratta di linee di colore giallo che servono a delimitare la parte di strada riservata a ciascun senso di marcia nelle strade a doppio senso di circolazione. La linea di mezzeria centrale può essere costituita da una striscia discontinua, da due strisce continue oppure da una striscia continua affiancata ad una discontinua: le linee discontinue possono essere superate per le svolte o le manovre di sorpasso mentre ciò è vietato in presenza di linee continue. Se una linea continua è affiancata ad una discontinua la possibilità di sorpassare la linea è concessa solamente ai veicoli che viaggiano dallo stesso lato della linea discontinua mentre è vietata per i veicoli che provengono dal senso opposto. Tali linee possono essere corredate da inserti catarifrangenti di colore giallo.
- Linee di corsia : si tratta di linee di colore bianco che servono a delimitare le corsie in cui viaggiano veicoli che procedono nella stessa direzione. Generalmente si tratta di linee discontinue ma in prossimità degli incroci o nel caso di corsie riservata agli autobus o alle bici vengono utilizzate linee continue. Le linee di corsia hanno anche funzioni di linee di aiuto alla guida nel traffico nelle intersezioni (in tal caso si tratta di una linea discontinua con dei tratteggi a distanza ravvicinata). Le linee di corsia possono essere integrati da inseti catarifrangenti di colore bianco oppure rosso-bianco.
- Linee di bordo carreggiata : sono delle linee che servono a delimitare il bordo della carreggiata. Generalmente si tratta di linee continue ma, se tali demarcazioni vengono utilizzate per delimitare il confine tra la carreggiata e le corsie di accelerazione o decelerazione sono discontinue. Di norma il colore della linea è bianco (eventualmente con inserti catarifrangenti di colore bianco-rosso) ma è giallo se tale linea viene usata per delimitare il bordo sinistro delle strade a senso unico, rosso se la linea è usata per rimarcare il divieto di accesso nella direzione errata dei sensi unici o per vietare la fermata e infine azzurra (o bianca con inserti catarifrangenti di colore azzurro) se utilizzata in corrispondenza di un ospedale, cliniche e strutture simili.

Oltre alle demarcazioni elencate è anche possibile trovare delle demarcazioni longitudinali di colore rosso che servono a guidare i veicoli in panne alle vie di fuga per veicoli in avaria dove possono tentare di far arrestare i veicoli.

### Demarcazioni trasversali
- Linee di arresto : si tratta di una demarcazione trasversale formata da una linea bianca continua che indica dove i veicoli devono sempre arrestarsi in presenza di un segnale di "Stop". Una linea analoga si utilizza ai semafori.
- Linee di attesa per segnale di "Dare precedenza" : si tratta di una demarcazione trasversale formata da una linea bianca tratteggiata che indica dove i veicoli devono eventualmente arrestarsi in presenza di un segnale di "Dare precedenza".
- Linee per attraversamento pedonale : gli attraversamenti pedonali di norma sono indicati da due linee parallele; tuttavia nel caso sia necessario aumentare la visibilità gli attraversamenti pedonali possono essere formati anche la strisce zebrate. In entrambi i casi gli attraversamenti pedonali sono corredati da una linea di arresto.
- Linee per attraversamento ciclabile : si tratta di una demarcazione costituita da due serie parallele di quadrati bianchi che servono a delimitare un attraversamento ciclabile.
- Box junction : si tratta di una griglia gialla che viene dipinta sull'area dell'incrocio per indicare che è vietato entrare nell'incrocio se non si è in grado di sgomberarlo per tempo.
- Stalli di sosta : si tratta di demarcazioni bianche che identificano uno stallo di sosta per veicoli.
- Fermata per taxi : si tratta di un rettangolo bianco tratteggiato con la scritta "TAXI" che identifica una fermata dei taxi.
- Fermata per autobus: si tratta di una linea bianca a zig zag che identifica una fermata per autobus.

### Simboli e iscrizioni
- Frecce di svolta : indicano le direzioni in cui è possibile svoltare da una corsia; se la direzione è solo una la freccia può essere accompagnata dalla scritta "SOLO".
- Frecce di riduzione corsie : indicano che una corsia sta finendo e che i veicoli che la stanno percorrendo devono spostarsi nella direzione della freccia.
- Frecce di inizio corsia riservata : si tratta di una freccia che indica l'inizio di una corsia riservata.
- Scritta "DESPACIO" : indica di rallentare.
- Scritta "PARE" : completa una linea di arresto ad un segnale di "Stop".
- Simbolo di dare precedenza : si tratta di un simbolo a forma di triangolo che completa la line di attesa ad un segnale di "Dare precedenza",
- Velocità massima : si tratto di un cerchio bianco contenente un numero che indica la velocità massima vigente.
- Divieto di parcheggio : si tratta di un cerchio bianco che contenente una "P" barrata che indica il divieto di parcheggio sulla strada in cui è posto.
- Parcheggio riservato ai disabili : si tratta di un simbolo bianco a forma di carrozzina che indica un parcheggio riservato ai disabili.
- Pista ciclabile : si tratta di un simbolo bianco a forma di bicicletta che è usato per identificare le piste ciclabili.
- Corsia per motociclette : si tratta di un simbolo bianca a forma di motocicletta che è usato per identificare le corsie per biciclette.
- Passaggio a livello : si tratta di un simbolo bianco formato da una "X" con affiancate le lettere "F" e "C" che indica la prossimità ad un passaggio a livello.
- Simbolo di pedoni : si tratta di un simbolo che riproduce il corrispondente segnale verticale per segnaaere la presenza di un attraversamento pedonale
- Simbolo di zona scolastica : si tratta di un simbolo che riproduce il corrispondente segnale verticale per segnalare la vicinanza ad una scuola.
- Zona pedonale : si tratta di un simbolo che riproduce, sia per forma, che per colori, che per significato l'omonimo segnale verticali.
- Veicoli emergenza : si tratta di un simbolo bianco costituito da un rombo e dalla scritta "CARRIL VEH SOS" che identifica le corsie riservate ai veicoli di emergenza (ad esempio ambulanze o automezzi dei pompieri).

### Demarcazioni di altro tipo
- Zebrature : servono a delimitare della parti della carreggiata non transitabili (ad esempio prima di una riduzione delle corsie).
- Demarcazioni per traffico convergente e divergente: sono delle particolari zebrature che servono ad indicare che il traffico converge o diverge (ad esempio in presenza di un'uscita autostradale o di una canalizzazione).
- Demarcazioni di vicinanza ad un ostacolo : sono delle particolari zebrature che servono a delimitare un anticipo un ostacolo situato in mezzo alla strada.
- Corsia preferenziale per gli autobus : si tratta di una linea di corsia di colore bianco che delimita una corsia riservata agli autobus. La linea in questione è continua tranne nei punti dove i veicoli sono autorizzati ad entrare nella corsia nelle manovre di svolta. Generalmente le corsie per gli autobus sono identificate anche dalla scritta "SOLO BUS" in colore bianco.
- Fermata autobus : si tratta di uno stallo di fermata per soli autobus indicato da demarcazione tratteggiata di colore bianco con suo interno la scritta "SOLO BUS". Se la fermata dell'autobus è situata all'interno di una corsia riservata tutte le demarcazioni sono in colore giallo.
- Distanziatori : si tratta di demarcazioni di colore bianco che hanno la forma di una punta di freccia tramite le quali i conducenti possono stimare la giusta distanza di sicurezza.
- Indicatore di idrante : si tratta di un catarifrangente di colore azzurro che viene messo nel mezzo della strada per facilitare ai pompieri l'individuazione di un idrante situato ai lati della strada in corrispondenza del catarifrangente.